# Bermersheim vor der Höhe
Bermersheim vor der Höhe es un municipio del distrito de Alzey-Worms en el estado federado de Renania-Palatinado, Alemania. Pertenece a la fusión de municipios (Verbandsgemeinde) de Alzey-Land, que tiene su sede administrativa en la ciudad de Alzey.

## Situación geográfica
Como municipio vitivinícola, Bermersheim vor der Höhe está ubicado dentro del mayor distrito dedicado a la vinicultura en Alemania y al centro de la región vinícola de Rheinhessen.

## Historia
La primera mención documentada del nombre de la localidad data del año 768 en el contexto de la venta de una propiedad a la Abadía de Lorsch.
El nombre del municipio lleva la adenda «vor der Höhe» desde el 1 de abril de 1971.

## Política

### Concejo Municipal
El Concejo Municipal de Bermersheim vor der Höhe está integrado por ocho miembros, elegidos en los comicios municipales del 25 de mayo de 2014 de acuerdo con la ley electoral del estado de Renana-Palatinado y por la alcaldesa ad honorem, quien lo preside.
Distribución de escaños en el consistorio municipal:
| Elección | Partido Socialdemócrata de Alemania | Grupo de votantes Fillinger | Grupo de votantes Pfannebecker | Grupo de votantes Wagner | Total     |
| -------- | ----------------------------------- | --------------------------- | ------------------------------ | ------------------------ | --------- |
| 2019     | 1                                   | 5                           | 2                              | –                        | 8 Escaños |
| 2014     | 2                                   | 3                           | 3                              | –                        | 8 Escaños |
| 2009     | 2                                   | 1                           | –                              | 5                        | 8 Escaños |

- Un «Grupo de votantes» (en alemán Wählergruppe) es una asociación que concurre a las elecciones sin reivindicar la condición de partido político.

### Alcaldes
- 1954–1969 Jakob Heilmann
- 1969–1974 Walter Hauck
- 1974–1989 Konrad Messenkopf
- 1989–2004 Volker Herberg
- 2004–2014 Werner Wagner
- 2014– Ute Fillinger

En las elecciones municipales del 26 de mayo de 2019, Ute Fillinger fue confirmada en el cargo con un 64,29% de los votos.

## Cultura y lugares de interés
Monumentos arquitectónicos
- En Bermersheim vor der Höhe se encuentra la iglesia donde fue bautizada santa Hildegarda de Bingen.[6]

Monumentos naturales
- Tejo junto a la iglesia de Bermersheim vor der Höhe

## Economía e infraestructura
- Viticultura

## Hijos e hijas ilustres del municipio
- Hildegarda de Bingen

## Ciudadanos notables
El 11 de septiembre de 2015, Karl Lehmann, obispo de Maguncia, fue nominado ciudadano ilustre del municipio.